# Nyctibatrachus humayuni
Nyctibatrachus humayuni (лат.) — вид лягушек из семейства Nyctibatrachidae. Эндемик горной цепи Западные Гаты (штат Махараштра, Индия).
Этот вид встречается вблизи горных ручьёв в тропических влажных вечнозеленых и листопадных лесах, где этим лягушкам угрожает утрата и загрязнение среды обитания. Вид назван в честь индийского орнитолога Humayun Abdulali.

## Описание
Nyctibatrachus humayuni — пухленькая лягушка с выпуклыми, направленными вперёд глазами с вертикальными щелевидными зрачками, широкой головой и округлым рылом. Передние конечности короткие и пухлые, а пальцы на них сплющенные, имеют большие диски на кончиках. Задние конечности довольно длинные, на кончиках их пальцев также есть диски, а ещё на задних лапках есть перепонки во всю длину пальцев. Длина тела — до 48 мм, спина пятнистая тёмно-серая или коричневая, брюшко бледно-серое, а на конечностях иногда имеются тёмные полосы. У самцов есть оранжевые железы на бедрах и нет голосового мешка.

## Распространение и места обитания
Обитает в индийском штате Махараштра, в Западных Гатах, и в штатах Гоа и Карнатака на отметках от 200 до 1200 м над уровнем моря. Часть ареала находится в заповедниках Bhimashankar Wildlife Sanctuary и Koyna Wildlife Sanctuary. Обитает в быстротекущих скалистых горных ручьях или по их берегам, где прячется под камнями и в расщелинах скал. Предпочитает лесистую местность с густой растительностью, нависающей над водой, и иногда встречается у окраины леса вдали от ручьёв. Он был найден в большой пещере возле города Mahabaleshwar, где обитает совместно с лягушкой Indirana beddomii. Через пещеру протекает ручей, а также там живёт многочисленная колония летучих мышей Rousettus leschenaulti, сформировавших большую залежь гуано, где обитает множество беспозвоночных, которыми кормятся лягушки.

## Размножение
Разведение происходит во время сезона муссонов в период с мая по сентябрь. Самец охраняет территорию, сидя на веточке или листе, нависающем над потоком, и крича, чтобы призвать самку. Самка приходит в ответ на эти призывы и делает небольшую кладку яиц на то самое место, откуда доносится призыв самца. Затем она возвращается к ручью, а самец стоит над яйцами и оплодотворяет их. После этого самец сдвигается на несколько сантиметров от кладки и начинает призывать другую самку. Таким образом, самец решает, где должны быть отложены яйца. Это единственный известный вид лягушек Старого Света, у которого нет амплексуса между самцом и самкой. Через 12—15 дней развивающиеся головастики выходят из яиц и падают в ручей, где продолжают развитие.

## Охранный статус
Хотя местами это многочисленный вид, общее количество лягушек Nyctibatrachus humayuni постепенно сокращается. В Красной книге МСОП этому виду присвоен статус «Уязвимый», поскольку его ареал фрагментирован и занимает общую площадь менее 20 тысяч км². Его местообитания деградируют из-за сведения лесов, сельскохозяйственной деятельности, загрязнения и уничтожения среды людьми.